# Frakcje Armii Libańskich Rewolucjonistów
Frakcje Armii Libańskich Rewolucjonistów (arab. الفصائل المسلحة الثورية اللبنانية, fr. Fractions armées révolutionnaires libanaises, FARL) – libańska organizacja terrorystyczna.

## Historia
Powstały w 1979 roku. Ich założycielem i przywódcą był Georges Ibrahim Abdallah, były członek Ludowego Frontu Wyzwolenia Palestyny. Tworzyli je głównie chrześcijanie z północnolibańskich wiosek Al-Qubayyat i Andraqat. Celem ataków FARL padały głównie instytucje i obywatele Izraela w krajach zachodnich. W 1984 roku Abdallah wpadł w ręce francuskiej policji – terrorysta ścigany był za zamordowanie izraelskiego dyplomaty w 1982 roku. FARL wznowiły działalność w 1986 roku dokonując w Paryżu serii zamachów bombowych (15 zabitych, ponad 150 rannych), jednak później zaprzestały działalności.
Liczyły około trzydziestu członków.

## Wsparcie zagraniczne
Wspierane były przez Syrię. Przebywający we Francji członkowie FARL uzyskali pomoc miejscowej Akcji Bezpośredniej, której terroryści zaopatrywali Libańczyków w broń.

## Ideologia
Były formacją marksistowską i nacjonalistyczną. Celem FARL było wyzwolenie Libanu od zagranicznych wpływów.